# Marché aux fleurs et aux oiseaux

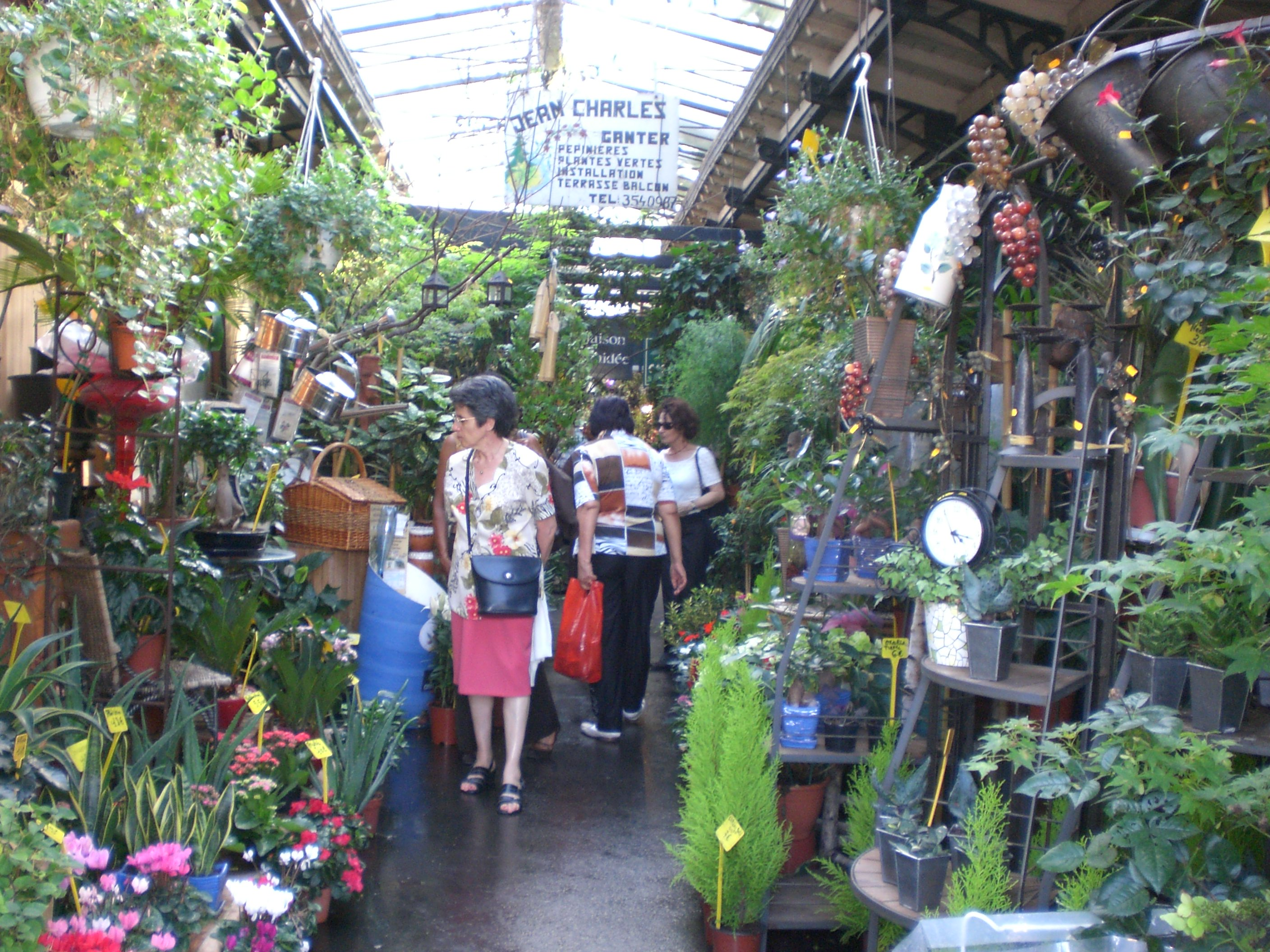
Il mercato.

Il Marché aux fleurs et aux oiseaux (letteralmente "mercato dei fiori e degli uccelli") viene svolto a Parigi ogni domenica, sull'Île de la Cité, nel cuore della città.
Il nome può essere ingannevole: al mercato infatti si vendono anche roditori e mammiferi da compagnia.